# Весілля (фільм, 1943)
«Весілля» (болг. Сватба) болгарський художній фільм 1943 року випуску, режисера Бориса Борозанова, за сценарієм Бориса Борозанова та Кирила Попова. Оператор Бончо Карастоянов. Музика фільму від композитора Парашкева Хаджиєва.

## У фільмі знімались
- Веселін Сімеонов — Нікола Іванов
- Сімеон Сімеонов — Полковник Стоянов
- Асен Камбуров — Чото Фактическіят
- Стефан Савов — Капітан Хайнріх
- Стефан Пейчев — Вирліната
- Надія Костова — Мати Нікола
- Мілка Стубленська — Олена
- Маня Біжева — Люба
- Марін Тошев — Найден Петров
- Марія Янева
- Ставруда Фратєва
- Сія Челебієва
- Роза Лазарова
- Анна Андонова
- Мімі Панайотова
- Льолі Попова